# Ренн-5 (кантон)
Ренн-5 (фр. Rennes-5) — кантон во Франции, находится в регионе Бретань, департамент Иль и Вилен. Входит в состав округа Ренн.

## История
Кантон образован в результате реформы 2015 года.

## Состав кантона
В состав кантона входят коммуны (население по данным Национального института статистики за 2018 г.):
- Ренн (32 182 чел., юго-западные и южные кварталы)
- Сен-Жак-де-ла-Ланд (13 533 чел.)

## Политика
С 2021 года кантон в Совете департамента Иль и Вилен представляют государственный служащий Ольвен Дене (Olwen Dénès) и социальный работник Каролин Роже-Муаньё (Caroline Roger-Moigneu) (оба — Европа Экология Зелёные).
|                | Кандидаты                                 | Партия                   | Первый тур | Первый тур     | Второй тур | Второй тур |
| Кол-во голосов | Кандидаты                                 | Партия                   | % голосов  | Кол-во голосов | % голосов  |            |
| -------------- | ----------------------------------------- | ------------------------ | ---------- | -------------- | ---------- | ---------- |
|                | Ольвен Дене Каролин Роже-Муаньё           | Европа Экология Зелёные  | 2 240      | 29,09          | 3 801      | 54,68      |
|                | Венсан Мао-Дюамель Моника Мишле           | Социалистическая партия  | 2 036      | 26,44          | 3 150      | 45,32      |
|                | Мессан Гбадо Лорелин дю Плесси д'Аржантре | Вперёд, Республика!      | 1 470      | 19,09          |            |            |
|                | Надин Депрес Режи Преодо                  | Национальное объединение | 1 083      | 14,06          |            |            |
|                | Малу Дюамель Анни Ле Вешер                | Непокорённая Франция     | 871        | 11,31          |            |            |

|                | Кандидаты                  | Партия                    | Первый тур | Первый тур     | Второй тур | Второй тур |
| Кол-во голосов | Кандидаты                  | Партия                    | % голосов  | Кол-во голосов | % голосов  |            |
| -------------- | -------------------------- | ------------------------- | ---------- | -------------- | ---------- | ---------- |
|                | Гаэль Андро Марсель Рожмон | Социалистическая партия   | 4 277      | 40,75          | 5 989      | 62,78      |
|                | Жерар Бехара Мишель Фонтен | Союз за народное движение | 2 450      | 23,34          | 3 550      | 37,22      |
|                | Элизабет Друэн Жан Онис    | Национальный фронт        | 1 753      | 16,70          |            |            |
|                | Дан Жансен Катрин Пигре    | Разные левые              | 1 634      | 15,57          |            |            |
|                | Ана Сойе Паскаль Шеврель   | Прочие                    | 382        | 3,64           |            |            |